# Anfidolia
Anfidolia (in greco antico: Ἀμφιδολία? Amphidolìā) era una polis dell'antica Grecia ubicata nell'Elide.

## Storia
I suoi abitanti sono citati da Senofonte in occasione della guerra contro l'Elide dell'esercito spartano e dei suoi alleati, guidato da Agide II nel 399 a.C. Gli abitanti di Anfidolia, assieme ai residenti di altre città dei dintorni, si arruolarono nell'esercito di Agide e dopo la fine delle ostilità, l'Elide fu costretta a perdere il controllo di quelle città, compresa Anfidolia.
Successivamente i suoi abitanti fecero ancora parte dell'esercito spartano che combatté, nel 394 a.C. alla battaglia di Nemea.
Strabone menziona che nel suo territorio si trovavano le città di Alisio e Margana.
Alcuni autori la qualificano come città, ma altri come una regione della Pisatide.